# Rhopalosiphoninus indicus
Rhopalosiphoninus indicus är en insektsart. Rhopalosiphoninus indicus ingår i släktet Rhopalosiphoninus och familjen långrörsbladlöss. Inga underarter finns listade i Catalogue of Life.